# Heteroderces
Heteroderces é um gênero de traça pertencente à família Agonoxenidae.